# A Liga Nogometnog saveza područja Bjelovar 1975./76.
A Liga Nogometnog saveza područja Bjelovar je bila liga petog stupnja nogometnog prvenstva Jugoslavije u sezoni 1975./76.  
 
Sudjelovalo je 15 klubova, a prvak je bio "Fenor" iz Nove Rače. 

## Ljestvica
| mj. | klub                          | ut. | pob. | ner. | por. | gol+ | gol- | bod |
| --- | ----------------------------- | --- | ---- | ---- | ---- | ---- | ---- | --- |
| 1.  | Fenor Nova Rača               | 27  | 19   | 3    | 5    | 96   | 37   | 41  |
| 2.  | Bjelovar                      | 27  | 16   | 5    | 6    | 106  | 47   | 36  |
| 3.  | Lasta Gudovac                 | 26  | 15   | 1    | 6    | 63   | 39   | 35  |
| 4.  | Česma Bjelovar                | 27  | 15   | 5    | 7    | 55   | 32   | 35  |
| 5.  | Graničar Đurđevac             | 27  | 15   | 4    | 8    | 83   | 45   | 34  |
| 6.  | Pitomača                      | 27  | 15   | 2    | 10   | 96   | 50   | 32  |
| 7.  | Mladost Ždralovi              | 26  | 12   | 8    | 6    | 44   | 38   | 32  |
| 8.  | Proleter Garešnički Brestovac | 27  | 13   | 4    | 10   | 70   | 47   | 30  |
| 9.  | Bilogorac Veliko Trojstvo     | 27  | 11   | 4    | 12   | 55   | 57   | 26  |
| 10. | Garić Garešnica               | 27  | 11   | 3    | 13   | 60   | 70   | 25  |
| 11. | Tomsislav Žabno               | 27  | 9    | 7    | 11   | 54   | 65   | 25  |
| 12. | Hajduk Hercegovac             | 27  | 5    | 4    | 18   | 44   | 91   | 14  |
| 13. | Moslavina Velika Trnovitica   | 27  | 5    | 1    | 21   | 38   | 129  | 11  |
| 14. | Mladost Kloštar Podravski     | 27  | 2    | 3    | 22   | 38   | 127  | 7   |
|     | Radnički Obrovnica            | 14  | 1    | 4    | 9    | 25   | 53   | 6   |

- ljestvica bez rezultata jedne utakmice
- Žabno – tadašnji naziv za Sveti Ivan Žabno

## Rezultatska križaljka
| kratica | klub                          | BIL | BJE | ČES | FEN | GAR | GRA | HAJ | LAS | MLAKP | MLAŽ | MOS | PIT | PRO | ROM | RAD |
| --- | ----------------------------- | --- | --- | --- | --- | --- | --- | --- | --- | ----- | ---- | --- | --- | --- | --- | --- |
| BIL | Bilogorac Veliko Trojstvo     |     |     |     |     |     |     |     |     |       |      |     |     |     |     |     |
| BJE | Bjelovar                      |     |     |     |     |     |     |     |     |       |      |     |     |     |     |     |
| ČES | Česma Bjelovar                |     |     |     |     |     |     |     |     |       |      |     |     |     |     |     |
| FEN | Fenor Nova Rača               |     |     |     |     |     |     |     |     |       |      |     |     |     |     |     |
| GAR | Garić Garešnica               |     |     |     |     |     |     |     |     |       |      |     |     |     |     |     |
| GRA | Graničar Đurđevac             |     |     |     |     |     |     |     |     |       |      |     |     |     |     |     |
| HAJ | Hajduk Hercegovac             |     |     |     |     |     |     |     |     |       |      |     |     |     |     |     |
| LAS | Lasta Gudovac                 |     |     |     |     |     |     |     |     |       |      |     |     |     |     |     |
| MLAKP | Mladost Kloštar Podravski     |     |     |     |     |     |     |     |     |       |      |     |     |     |     |     |
| MLAŽ | Mladost Ždralovi              |     |     |     |     |     |     |     |     |       |      |     |     |     |     |     |
| MOS | Moslavina Velika Trnovitica   |     |     |     |     |     |     |     |     |       |      |     |     |     |     |     |
| PIT | Pitomača                      |     |     |     |     |     |     |     |     |       |      |     |     |     |     |     |
| PRO | Proleter Garešnički Brestovac |     |     |     |     |     |     |     |     |       |      |     |     |     |     |     |
| TOM | Tomsislav Žabno               |     |     |     |     |     |     |     |     |       |      |     |     |     |     |     |
| RAD | Radnički Obrovnica            |     |     |     |     |     |     |     |     |       |      |     |     |     |     |     |
| |                               |     |     |     |     |     |     |     |     |       |      |     |     |     |     |     |
| podebljan rezultat - utakmice od 1. do 15. kola (1. utakmica između klubova) rezultat normalne debljine - utakmice od 16. do 30. kola (2. utakmica između klubova) rezultat nakošen - nije vidljiv redoslijed odigravanja međusobnih utakmica iz dostupnih izvora rezultat smanjen * - iz dostupnih izvora nije uočljiv domaćin susreta prekrižen rezultat - poništena ili brisana utakmica p - utakmica prekinuta 3:0 p.f. / 0:3 p.f. - rezultat 3:0 bez borbe n.i. - nije igrano |                               |     |     |     |     |     |     |     |     |       |      |     |     |     |     |     |

 Izvori:

## Unutrašnje poveznice
- Zagrebačka zona – Sjever 1975./76.
- B Liga NSP Bjelovar 1975./76.